# Exophtalmomastax malzyi
Exophtalmomastax malzyi är en insektsart som beskrevs av Marius Descamps 1964. Exophtalmomastax malzyi ingår i släktet Exophtalmomastax och familjen Euschmidtiidae. Inga underarter finns listade i Catalogue of Life.